# Junior Mbele
Junior Mbele, né le 15 décembre 1995 à Kinshasa, est un footballeur international congolais qui évolue au poste d'ailier avec le FC Lupopo.

## Biographie

### Carrière en club
Junior Mbele débute le football dans le centre de formation du Daring Club Motema Pembe. En mars 2020, il est testé au club du KAA La Gantoise mais ne parvient pas à signer de contrat.
Le 3 décembre 2020, il s'engage pour une saison à l'US Monastir. Le 10 décembre 2020, il dispute son premier match avec le club face au CS Sfaxien (défaite, 2-1).
Le 14 septembre 2021, il s'engage pour une saison à l'Al Nasr Benghazi.
Le 26 février 2022, il s'engage librement au Hassania d'Agadir.

### Carrière en équipe nationale
Le 18 septembre 2019, il reçoit sa première sélection en match amical face à l'équipe du Rwanda au Stade des Martyrs (défaite, 2-3).